# 211106 Francinewetzel
211106 Francinewetzel è un asteroide della fascia principale. Scoperto nel 2002, presenta un'orbita caratterizzata da un semiasse maggiore pari a 2,3048573 au e da un'eccentricità di 0,1636502, inclinata di 3,19107° rispetto all'eclittica.